# Hebius petersii
Hebius petersii är en ormart som beskrevs av Boulenger 1893. Hebius petersii ingår i släktet Hebius och familjen snokar. IUCN kategoriserar arten globalt som livskraftig. Inga underarter finns listade i Catalogue of Life.
Arten förekommer på Malackahalvön, Borneo och Sumatra. Den vistas i låglandet vanligen upp till 50 meter över havet och sällan upp till 100 meter. Hebius petersii lever i skogar, ofta nära vattendrag eller pölar.